# Lieder eines fahrenden Gesellen (Mahler)
La composició "Lieder eines fahrenden Gesellen" coneguda com a "Cançons del company errant" és el primer cicle de cançons de Gustav Mahler, tot i que ja havia compost anteriorment altres Lieder que no s'aplegaven a l'entorn d'un tema comú. Aquest cicle de quatre moviments per baríton (encara que de vegades interpretat per veus femenines), sembla que va inspirar-se en la infelicitat d'un amor inconclús del compositor.
D'acord amb el títol original alemany ein Gesellen, més que errant o viatger es refereix també a l'estatger o aprenent que viatjava visitant mestres de ciutat en ciutat, per a completar la seva formació en un ofici. Així, la peça musical mostra un aspecte autobiogràfic del mateix Mahler que es movia d'una ciutat a l'altre com a jove compositor i director en formació (Bad Hall; Laibach; Olmütz; Vienna; Kassel..) per aprendre dels grans mestres.
Sembla que Mahler compongué aquesta peça entre 1884 i 1885, revisada freqüentment entre 1891 i 1896, quan orquestrà l'acompanyamanet original en piano. L'obra es publicà el 1897 i ha resultat ser una de les seves composicions més conegudes. La lletra és del mateix Mahler, inspirada en una col·lecció de poemes tradicionals "Des Knaben Wunderhorn", un dels llibres predilectes del compositor.

## Els textos de "Lieder eines fahrenden Gesellen"

### I - "Wenn mein Schatz Hochzeit macht"
El primer moviment es titula "Wenn mein Schatz Hochzeit macht" ("Quan el meu dolç amor es casi"), i parla del dolor de perdre l'estimada en veure-la entregar-se a un altre. Insisteix en la bellesa del món i de tot allò que l'envolta, però que no l'ajuda a deixar de sentir tanta pena. La melodia té una aire trist i agredolç.
Text original
Wenn mein Schatz Hochzeit macht,:Fröhliche Hochzeit macht,:Hab' ich meinen traurigen Tag!:Geh' ich in mein Kämmerlein,:Dunkles Kämmerlein,:Weine, wein' um meinen Schatz,:Um meinen lieben Schatz!:Blümlein blau! Verdorre nicht!:
Vöglein süß!:Du singst auf grüner Heide.:Ach, wie ist die Welt so schön!:Ziküth! Ziküth! :Singet nicht! Blühet nicht!:Lenz ist ja vorbei!:Alles Singen ist nun aus!:Des Abends, wenn ich schlafen geh',:Denk'ich an mein Leide!:An mein Leide!

### II - "Ging heut Morgen übers Feld"
El segon moviment, "Ging heut Morgen übers Feld" ("Aquest matí he sortit al camp"), és la cançó més alegre de les quatre. Expressa l'alegria que li ofereix la natura, per la bellesa dels prats i el cant dels ocells, però finalment apaivagada pel dolor que sent per l'amor perdut.
Text original
Ging heut morgen übers Feld,:Tau noch auf den Gräsern hing;:Sprach zu mir der lust'ge Fink::"Ei du! Gelt? Guten Morgen! Ei gelt? :Du! Wird's nicht eine schöne Welt?:Zink! Zink! Schön und flink!:Wie mir doch die Welt gefällt!":Auch die Glockenblum' am Feld:Hat mir lustig, guter Ding',:Mit den Glöckchen, klinge, kling,:Ihren Morgengruß geschellt::"Wird's nicht eine schöne Welt?:Kling, kling! Schönes Ding!:Wie mir doch die Welt gefällt! Heia!":Und da fing im Sonnenschein:Gleich die Welt zu funkeln an;:Alles Ton und Farbe gewann:Im Sonnenschein!:Blum' und Vogel, groß und Klein!:"Guten Tag,:ist's nicht eine schöne Welt?:Ei du, gelt? Schöne Welt!" :Nun fängt auch mein Glück wohl an?:Nein, nein, das ich mein',:Mir nimmer blühen kann!

### III - "Ich hab' ein glühend Messer"
El tercer moviment és una mostra de la més completa deseperació. Amb el títol Ich hab' ein glühend Messer (Tinc un ganivet de fulla roenta), el viatger ens mostra la seva angoixa per la pèrdua de l'estimada. Tot al seu voltant la hi fa present i ell desitja tenir realment aquest ganivet a la mà.
Text original 
Ich hab'ein glühend Messer, :Ein Messer in meiner Brust,:O weh! Das schneid't so tief:in jede Freud' und jede Lust.:Ach, was ist das für ein böser Gast!:Nimmer hält er Ruh',:nimmer hält er Rast,:Nicht bei Tag, noch bei Nacht, :wenn ich schlief!:O weh!:Wenn ich den Himmel seh',:Seh'ich zwei blaue Augen stehn!:O weh! Wenn ich im gelben Felde geh',:Seh'ich von fern das blonde Haar :Im Winde weh'n!:O weh!:Wenn ich aus dem Traum auffahr':Und höre klingen ihr silbern Lachen,:O weh!:Ich wollt', ich läg auf der :Schwarzen Bahr',:Könnt' nimmer die Augen aufmachen!

### IV - "Die zwei blauen Augen von meinem Schatz"
El moviment final culmina incloent el tema musical de la seva I Simfonia i es titula "Die zwei blauen Augen von meinem Schatz" ("Els dos ulls blaus de la meva estimada"), i parla de com la imatge d'aquests ulls causa un gran dolor insuportable al Viatger. Descriu com ajafut sota un bell til·ler deixa que les fullesli caiguin a sobre, mentre desitja retornar a la seva vida anterior, abans de tant viatges, quan tot el seu dolor no existia encara "Tot: amor i dolor, el món i els sommnis!"
Text original 
Die zwei blauen Augen :von meinem Schatz,:Die haben mich in die :weite Welt geschickt.:Da mußt ich Abschied nehmen vom allerliebsten Platz!:O Augen blau, :warum habt ihr mich angeblickt?:Nun hab' ich ewig Leid und Grämen!:Ich bin ausgegangen:in stiller Nacht:wohl über die dunkle Heide.:Hat mir niemand Ade gesagt:Ade!::Mein Gesell' war Lieb und Leide!:Auf der Straße stand ein Lindenbaum,:Da hab' ich zum ersten Mal :im Schlaf geruht!:Unter dem Lindenbaum, :Der hat seine Blüten :über mich geschneit,:Da wußt' ich nicht, wie das Leben tut,:War alles, alles wieder gut!:Alles! Alles, Lieb und Leid:Und Welt und Traum!